# Brachychthonius hirtus
Brachychthonius hirtus är en kvalsterart som beskrevs av Johann Wilhelm Karl Moritz 1976. Brachychthonius hirtus ingår i släktet Brachychthonius och familjen Brachychthoniidae. Inga underarter finns listade.